# Acanthobemisia indicus
Acanthobemisia indicus es un hemíptero de la familia Aleyrodidae, subfamilia Aleyrodinae.
Fue descrita científicamente por Meganathan & David en 1994.